# Music for Relief
Music for Relief je nezisková humanitární organizace založená v roce 2005 americkou skupinou Linkin Park, která od března 2018 působí pod americkou charitativní organizací Entertainment Industry Foundation. Organizace spolupracuje na projektové bázi s mezinárodními humanitárními organizacemi.

## Zaměření
Cílem organizace je poskytovat finanční podporu a humanitární pomoc při obnově po přírodních katastrofách a podporovat programy na ochranu životního prostředí, zejména zalesňování a osvětu veřejnosti o ekologických důsledcích globálních změn klimatu.

## Historie
Organizace byla založena v roce 2005 po zemětřesení a tsunami na pobřeží Indického oceánu. Jejím záměrem bylo založit dárcovskou organizaci složenou z fanoušků, hudebníků a členů hudebního průmyslu, která by prostřednictvím humanitárních organizací působících na místě poskytovala finanční podporu lidem v nouzi po přírodních katastrofách. Chester Bennington vysvětlil, že hudebníci cítí jistou odpovědnost za pomoc při různých přírodních katastrofách. Za svůj privilegovaný život vděčili podpoře svých fanoušků a měli povinnost jim to nějak oplatit. První dar ve výši 100 000 amerických dolarů obdržela organizace od skupiny Linkin Park, která se však chtěla zavázat více. Kytarista skupiny Dave Farrell následně uvedl, že chtěli zmobilizovat nejen své fanoušky, ale celý hudební průmysl. Ze všech akcí, koncertů a darů bylo nakonec vybráno přes tři miliony amerických dolarů.
Na sbírkách se pravidelně podílí více než 40 hudebníků všech žánrů, od Céline Dion po Korn, Jaye-Zeho a Steva Aokiho. Dochází ke spolupráci s firmami, které souvisí s dobročinností. Při desátém výročí organizace přispěly i společnosti Apple, Heineken, Lufthansa, FC Bayern Mnichov a BMI.
Po smrti Chestera Benningtona v červenci roku 2017 byl na jeho počest založen fond One More Light. Cílem dárcovského programu, který si Bennington oblíbil již za svého života, je vybavit světlem nemocnice v rozvojových zemích. Dalším zaměřením je podpora lidí s duševním onemocněním.
Od března 2018 působí organizace pod nadací Entertainment Industry Foundation. Nicméně záměr organizace se nezměnil.